# アイドルステーション
『安田大サーカスクロちゃんのアイドルステーション』は、インターネットラジオ局目黒FMで放送されていたアイドル情報バラエティ番組。

## 概説
2013年4月18日に放送開始。MCは安田大サーカスのクロちゃんが毎回ゲストアイドルを招き行うトーク番組。
2013年4月4日には特番「teapot PRESENTS IDOL ST@TION クロちゃん＆山ちゃんの春のアイドル放談〜どうなる？何を推す？2013〜」をMCのクロちゃんに加え、南海キャンディーズの山里亮太。ゲストにはベイビーレイズ（現ベイビーレイズJAPAN）と愛乙女☆DOLLを迎え２時間特番を放送。
2013年12月20日には品川ステラボールにて番組スピンオフLIVE「IDOL ChristmaST@TION 〜HUG YOU〜」を行った。
アシスタントMCは2015年12月24日放送回まではフリーアナウンサーの石澤倫子が勤めていたが、2015年年末より産休に入っている。石澤はまなみのりさのファンでもあり、翌放送日2016年1月7日のゲストがまなみのりさがゲストの回には形で飛び入りで出演している。2016年からは、星野愛菜（Stella☆Beats）、羽島めい（神宿）、FUMIKA（Party Rockets GT）、古橋舞悠（元アイドリング!!!）、安藤咲桜（つりビット）など毎回アイドルが代打でアシスタントMCを担当した。2016年4月14日から2017年8月10日まで安藤咲桜がアシスタントMCを務める。2017年9月7日からは小笠原茉由がアシスタントMCを務める。

## 番組コーナー
- ゲストコーナー
  - ゲストとのトークコーナー。アイドル活動やメンバーについての他、今後の予定や最新の音楽も紹介する。
- 今日のクロニクル
  - クロちゃんが注目するアイドルやイベントについてトークするコラムコーナー
- 撮ルをあそぼう！

## 過去の出演アイドル
- アイドルカレッジ
- 青山☆聖ハチャメチャハイスクール
- 赤マルダッシュ☆
- アフィリア・サーガ
- アリスインアリス
- Ange☆Reve
- イケてるハーツ
- WELOVE
- ウルトラガール
- 上野優華
- X21
- CoverGirls
- エレクトリックリボン
- 神宿
- 仮面女子
- CAMOUFLAGE
- キャラメル☆リボン
- Cupitron
- Kus Kus
- xoxo(Kiss&Hug)
- 小桃音まい
- さっちゃん
- さんみゅ〜
- SiAM&POPTUNe
- スルースキルズ
- 椎名ぴかりん
- GEM
- 神使轟く、激情の如く。
- Dream5
- SUPER☆GiRLS
- Stella☆Beats
- スルースキルズ
- sora tob sakana
- TAKENOKO▲
- Cheeky Parade
- Chubbiness
- Chu-Z
- 月と太陽
- つりビット
- TAKE OFF
- デスラビッツ
- 転校少女歌撃団
- Tokyo Cheer2 Party
- drop
- ナチュラルポイント
- ななのん
- Party Rockets GT
- palet
- Hauptharmonie
- はちきんガールズ
- PLC
- Pimm’s
- palet
- PiiiiiiN
- ぴゅあ娘
- Faint⋆Star
- FES☆TIVE
- ぷちぱすぽ☆
- +tic color
- フラップガールズスクール
- 放課後プリンセス
- マジカルパンチライン
- 松下唯
- まなみのりさ
- 丸山夏鈴
- みきちゅ
- 妄想キャリブレーション
- 夢みるアドレセンス
- 愛乙女☆DOLL
- ラブアンドロイド
- lyrical school
- Luce Twinkle Wink☆
- 東京CuteCute